# Marktgasse (Winterthur)
Das Marktgasse ist eine etwa 335 m lange Strasse in Winterthur im Schweizer Kanton Zürich, die Teil der Winterthurer Altstadt und damit Teil der dortigen Fussgängerzone ist. Sie bildet zusammen mit dem Untertor und dem Obertor die Hauptachse durch die Winterthurer Altstadt.

## Verlauf
Die Marktgasse schliesst westseitig auf Höhe des Neumarkts an das Untertor an und verläuft bis zum Graben, wo die Ost-West-Achse ostseitig durch das Obertor abgeschlossen wird. Die Marktgasse bildet dadurch den Teil der Hauptachse im Kernteil der Winterthurer Altstadt. Der Teil vom Untertor bis zum Graben, inkl. der Marktgasse, wird im Volksmund auch «Schluuch» genannt.
Die Strasse ist Teil der unter nationalem Denkmalschutz stehenden Altstadt der Stadt Winterthur. An der Marktgasse als wichtigste Repräsentativstrasse des alten Winterthurs stehen mehrere wichtige Gebäude. Dadurch war die Gasse denn auch Standort der wichtigsten Institutionen der städtischen Verwaltung wie das seit 1437 erbaute und 1785 umfassend umgebaute Rathaus an der Marktgasse 20, das heute noch Sitz des Parlaments ist und des Alten Stadthaus mit Baujahr 1790 an der Marktgasse 53. Weitere Gebäude an der Marktgasse unter nationalem Denkmalschutz sind das direkt neben dem Rathaus stehende und 1448 erstmals erwähnte frühbarocke Haus zur Geduld, das 1503 erstellte im gotischen Stil gebaute Ehemalige Waaghaus an der Marktgasse 25 und das Haus zur Sonne mit Baujahr 1557 an der Marktgasse 13–15 als ältestes Gasthaus der Stadt. Auch der Justitiabrunnen steht im nationalen KGS-Inventar.

## Geschichte
Die Marktgasse dürfte Teil einer bereits zur römischen Zeit bestehenden Verbindungsachse sein, so wurden bei Ausgrabungen bereits römische Siedlungsspuren gefunden. Die kontinuierliche Besiedlung der Strasse, die ab dem Mittelalter die wichtigste Strasse der Stadt war, ist ab 1100 archäologisch belegt. Im 12. Jahrhundert wurden der Obere Bogen im Westen und der Untere Bogen im Osten Eingangs der Marktgasse errichtet. Ab dem 13. Jahrhundert sind in der Marktgasse erste steinerne Wohnbauten dokumentiert und durch die Führung des Stadtbach wurde das Niveau der Marktgasse gefestigt. Im ausgehenden Mittelalter werden dann verschiedene heute noch in teilweise umgebauter Form erhaltene Repräsentativbauten erstmals erwähnt, hierzu zählten das 1423 erstmals genannte Rathaus, das 1501 erbaute Waaghaus und das im 15. Jahrhundert erstmals erwähnte Obere Spital.
1835 wurde der ebenfalls durch die Marktgasse führende Stadtbach eingedeckt und verschwand aus dem Winterthurer Stadtbild. 1871 änderte sich das Erscheinungsbild der Marktgasse durch die Schleifung des Oberen und Unteren Bogens. Insbesondere in der Zeit von der 1960er- bis 1980er-Jahre gingen durch Umbauten erneut viel historische Bausubstanz verloren. Seit 1965 hängt in der Marktgasse während der Adventszeit die bis heute noch aktuelle Weihnachtsbeleuchtung. 1977 wurde die Marktgasse als zweites Teilstück nach dem Untertor als Folge der 1973 angenommenen Volksinitiative für eine autofreie Altstadt ausgeebnet und zur Fussgängerzone, wobei wie bereits beim Untertor Private die Kosten übernahmen, nachdem zuvor ein städtisches Projekt mit einer eingebauten Schneeschmelzanlage an der Urne gescheitert war. 2014 wurde in der Marktgasse ähnlich des 30-jährigen Bestehens der Sport-Ehrung eine Ehrentafel mit allen bisherigen Sportförderern eingelassen und seit 2022 erinnern in der Marktgasse drei Stolpersteine an die von den Nationalsozialisten ermordete Familie Levitus.